# Lutjanus malabaricus
Lutjanus malabaricus, còn được gọi là cá hồng mím, là một loài cá biển thuộc chi Lutjanus trong họ Cá hồng. Loài này được mô tả lần đầu tiên vào năm 1801.

## Từ nguyên
Từ định danh được đặt theo tên gọi của bờ biển Malabar (bờ tây nam Ấn Độ), nhưng Bloch và Schneider cho rằng mẫu định danh thực tệ được thu thập ở bờ biển Coromandel (bờ đông Ấn) (–icus trong tiếng Latinh nghĩa là "thuộc về").

## Phân bố và môi trường sống
L. malabaricus có phân bố rộng rãi trên vùng Ấn Độ Dương - Thái Bình Dương, từ vịnh Ba Tư và đảo Socotra trải dài về phía đông đến Palau, Fiji và Tonga, ngược lên phía bắc đến Nam Nhật Bản và đảo Jeju, giới hạn phía nam đến Úc và Nouvelle-Calédonie. Ghi nhận của L. malabaricus ở Đông Phi là không có căn cứ. L. malabaricus cũng xuất hiện tại vùng biển Việt Nam, bao gồm quần đảo Hoàng Sa và quần đảo Trường Sa.
L. malabaricus sống tập trung trên rạn san hô và khu vực bãi cạn, độ sâu trong khoảng 12–140 m; cá con sống ở vùng nước nông gần bờ và trong thảm cỏ biển.

## Mô tả
Chiều dài cơ thể lớn nhất được ghi nhận ở L. malabaricus là 100 cm, thường bắt gặp với chiều dài trung bình khoảng 50 cm.
Lưng và hai bên thân màu đỏ tươi hoặc đỏ cam, nhạt hơn ở thân dưới, các vây đỏ nhạt. Cá con có một dải nâu hoặc đen dày, từ hàm trên xiên chéo lên phần trước vây lưng, và một đốm đen lớn ở gốc vây đuôi với viền trắng, cũng có thể có các sọc đỏ mảnh ở hai bên lườn.
Số gai ở vây lưng: 11; Số tia vây ở vây lưng: 12–14; Số gai ở vây hậu môn: 3; Số tia vây ở vây hậu môn: 8–9; Số tia vây ở vây ngực: 16–17.
L. malabaricus và Lutjanus erythropterus là hai loài chị em, cá bột của chúng không thể phân biệt được về mặt hình thái vì rất giống nhau. Cá trưởng thành đều có màu đỏ, nhưng có thể phân biệt bởi L. malabaricus có miệng rộng hơn, và chiều dài hàm trên lớn hơn so với L. erythropterus.

## Sinh thái
Thức ăn của L. malabaricus chủ yếu là cá nhỏ hơn, cũng bao gồm các loài giáp xác và chân đầu. Chúng chủ yếu kiếm ăn vào ban đêm.
L. malabaricus sinh sản đạt đỉnh điểm từ tháng 9 đến tháng 3 ở Bắc Úc, kích thước khi thuần thục sinh dục là 24 cm đối với cá đực và 25–30 cm đối với cá cái. Còn ở Việt Nam, L. malabaricus sinh sản quanh năm, và đạt đỉnh điểm là cuối tháng 3–đầu tháng 4 cho đến tháng 8.
L. malabaricus đạt đến độ tuổi cao nhất là 48, được ghi nhận ở vùng Bắc Úc và Đông Indonesia; trong khi đó ở rạn san hô Great Barrier, L. malabaricus sống lâu nhất là đến 20 năm tuổi; còn ở Tây Úc thì L. malabaricus có thể sống đến 31 năm.

## Giá trị
L. malabaricus là loài có giá trị thương mại cao. Ở Kuwait, chúng là một trong những loài cá thương mại chính yếu, cũng như ở những thành phố cảng dọc bờ vịnh Ba Tư. Cùng với L. erythropterus, L. malabaricus là hai loài được nhắm mục tiêu trong nghề cá thương mại và câu cá giải trí ở Úc, Papua New Guinea và Indonesia. L. malabaricus đã được sản xuất trong ngành nuôi trồng thủy sản ở Malaysia.